# Jean-Michel Blais

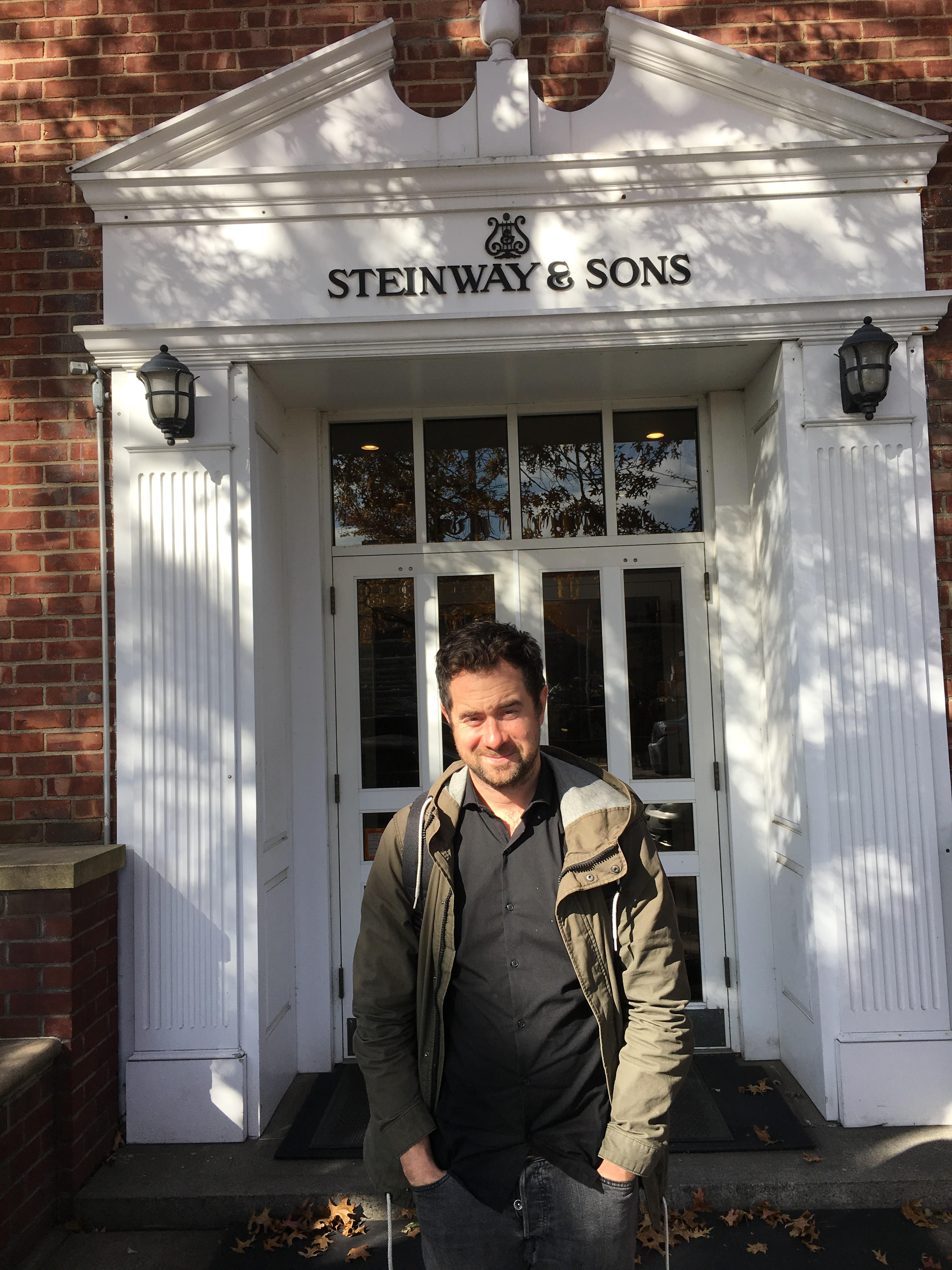
Jean-Michel Blais (2018)

Jean-Michel Blais (* 1985 in Nicolet, Kanada) ist ein franko-kanadischer Komponist und Pianist.

## Leben
Blais wuchs im kanadischen Québec auf. Durch sein Elternhaus wurde er von französischer Popmusik, Québec-Volksmusik und dem Traditional Square Dance geprägt und kam erst spät mit klassischer Musik und Jazz in Berührung. Mit neun Jahren begann er, auf der Heimorgel zu improvisieren und nahm infolgedessen klassischen Klavierunterricht. Nachdem er mit 15 Jahren das Klavierspiel fast aufgegeben hätte, entdeckte er das Instrument für sich als Ausdrucksmittel und „musikalisches Tagebuch“. Mit 16 besuchte er das Musikkonservatorium in Trois-Rivières mit dem ursprünglichen Ziel, klassischer Pianist zu werden. Allerdings stellte er dort fest, dass sein Platz nicht innerhalb der akademischen Musikwelt zu verorten war und brach seine Ausbildung nach zwei Jahren ab.
Erst nach längeren Auslandsaufenthalten in Berlin und Südamerika fand er als 25-Jähriger zurück zur Musik, zog nach Montreal und widmete sich dort wieder ersten musikalischen Ideen. Bis zum Erscheinen seines Debütalbums arbeitete er als Sonderpädagogik-Lehrer.

## Werk
Blais' Kompositionen sind geprägt von Einflüssen aus Klassik, Jazz und experimenteller bzw. elektronischer Musik. Dabei setzt er auf minimalistische Arrangements und eine auf Improvisation aufbauende sowie spontan anmutende Spielweise, bei der für ihn nicht die technische Präzision, sondern die klangliche Vielfalt und Ausdrucksweise im Vordergrund steht. Kompositorisch sehen Kritiker vor allem Querbezüge zur Romantik und zum musikalischen Impressionismus (Chopin, Ravel), aber auch zu Komponisten aus dem Genre der Minimal Music wie Erik Satie, Philip Glass oder Harold Budd.
Das Debütalbum II wurde komplett im Wohnzimmer seiner Montrealer Wohnung eingespielt, die auch auf dem Plattencover zu sehen ist. Bis auf die Einbindung von atmosphärischen Umgebungsgeräuschen verzichteten er und der Montrealer Produzent Bufflo bei den Aufnahmen weitestgehend auf den Einsatz von Overdubs. Das Album erreichte Platz eins der kanadischen Billboard-Klassik-Charts. Das Time-Magazine wählte II unter die zehn besten Alben des Jahres 2016.
2017 arbeitete Blais mit dem Grammy-nominierten Produzenten Mike Silver (auch bekannt als CFCF) für das gemeinsame Album Cascades zusammen. Die beiden in Montreal ansässigen Musiker kombinierten darauf die für Blais typisch minimalistischen Arrangements mit dem Einsatz von Synthesizern und elektronischen Klangelementen. Neben vier Neu-Bearbeitungen eigener Titel knüpften Blais und Silver mit einer Reminiszenz an John Cages In a Landscape an die klangliche Charakteristik der Neuen Musik an.

## Diskografie
- II, 2016 (Arts & Crafts)
- Cascades, 2017 (Arts & Crafts)
- Dans ma main, 2018 (Arts & Crafts)
- Aubades, 2022 (Arts & Crafts)